# Sulfato de estroncio
El sulfato de estroncio (SrSO4) es la sal sulfatada del estroncio. Es un polvo cristalino blanco y se encuentra en la naturaleza como el mineral celestina. Es poco soluble en agua, hasta 1 parte por cada 8.800. Es más soluble en HCl diluido y ácido nítrico y apreciablemente soluble en soluciones de cloruro alcalino (por ejemplo, cloruro sódico).

## Estructura
El sulfato de estroncio es un material polimérico, isoestructural con el sulfato de bario. El sulfato de estroncio cristalizado es utilizado por un pequeño grupo de protozoos radiolarios, denominados Acantharea, como constituyente principal de su esqueleto.

## Aplicaciones y química
El sulfato de estroncio es interesante como precursor natural de otros compuestos de estroncio, que son más útiles. En la industria se convierte en carbonato para su uso como precursor cerámico y en nitrato para su uso en pirotecnia.
La baja solubilidad acuosa del sulfato de estroncio puede provocar la formación de incrustaciones en los procesos en los que se encuentran estos iones. Por ejemplo, puede formarse en superficies de equipos en pozos petrolíferos subterráneos dependiendo de las condiciones del agua subterránea.